# 石黒進之助
石黒 進之助（いしぐろ しんのすけ、1917年（大正6年）5月2日 - 1992年（平成4年）3月29日）は、日本の歯科医師、歯学士、開業歯科医、（社）鶴岡地区歯科医師会理事、山形県歯科医師政治連盟理事。

## 略歴
- 1917年（大正6年） - 山形県西田川郡鶴岡（現鶴岡市）に石黒慶蔵の次男として生まれる。
- 1936年（昭和11年） - 山形県立鶴岡中学校（現山形県立鶴岡南高等学校）卒業。
  - 中学の同窓生には、酒井忠明、大川勝三郎、安藤定助などがいた。
- 1939年（昭和14年） - 日本歯科医学専門学校（現日本歯科大学）卒業。
  - 歯学士号取得。
- 東京警察病院、北海道大学付属病院、北見久美愛病院などの勤務医を経る。
- 鶴岡に帰郷して、（社）鶴岡地区歯科医師会入会、（社）山形県歯科医師会入会
- 大日本鉱業大泉鉱業所医局に勤務。
- 1945年（昭和20年） - 歯科医師・皆川宗禄の長女と結婚。
- 1946年（昭和21年）1月 - 鶴岡地区歯科医師会は、勤労報国促進特技隊として日本軍に協力したとして、全ての役員がGHQより公職追放させられ事実上解散する。
  - 同年、鶴岡日和町で開業医となる。
- 1947年（昭和22年）8月 - （社）鶴岡地区歯科医師会が新たに設立され理事に就任。
- 1964年（昭和39年）4月1日 - 山形県歯科医師政治連盟理事 就任（1969年（昭和44年）6月13日まで）
- 1992年（平成4年） - 死去。73歳、鶴岡市に墓がある。

## 受賞歴
- 1969年（昭和44年）9月26日 - 山形県学校保健功労表彰
- 1991年（平成3年）6月20日 - 日本学校歯科医会会長表彰

## 家族親族
- 曾祖父：斎藤墨湖 - 画家
- 祖父：石黒慶助 - 『石黒工場』（羽二重織物工場）経営者
- 従伯父：斎藤外市 - 発明家
- 叔父：石黒岩太 - 陸軍少将
- 父：石黒慶蔵 - 歯科医師、歯科医療器具発明家
- 兄：石黒慶之助 - 歯科医師、医学博士
- 甥：石黒慶一 - 歯科医師、歯学博士